# 少女型兵器想成為家人
《少女型兵器想成為家人》是由創作的漫畫，於2021年7月在KADOKAWA的Comic Newtype開始連載，2022年3月開始發行單行本。續作《少女型兵器想成為家人Z》於2024月7月開始連載。
2025年1月宣布製作成為電視動畫。預定於2025年播出。

## 登場人物
神里阿爾瑪（聲：月城日花／石見舞菜香（PV））
本作主角。
神里延治（聲：鈴木崚汰）
夜羽鈴目（聲：M·A·O）

## 出版書籍
| 卷數 | KADOKAWA      | KADOKAWA               |
| 卷數 | 發售日期      | ISBN                   |
| ---- | ------------- | ---------------------- |
| 1    | 2022年3月10日 | ISBN 978-4-04-112178-8 |
| 2    | 2023年2月10日 | ISBN 9784041129340     |
| 3    | 2024年3月26日 | ISBN 978-4-04-114757-3 |

## 外部連結
- 電視動畫官方網站（日語）
- 電視動畫官方的X（前Twitter）（日語）